# Technische Hilfe auf Verkehrswegen

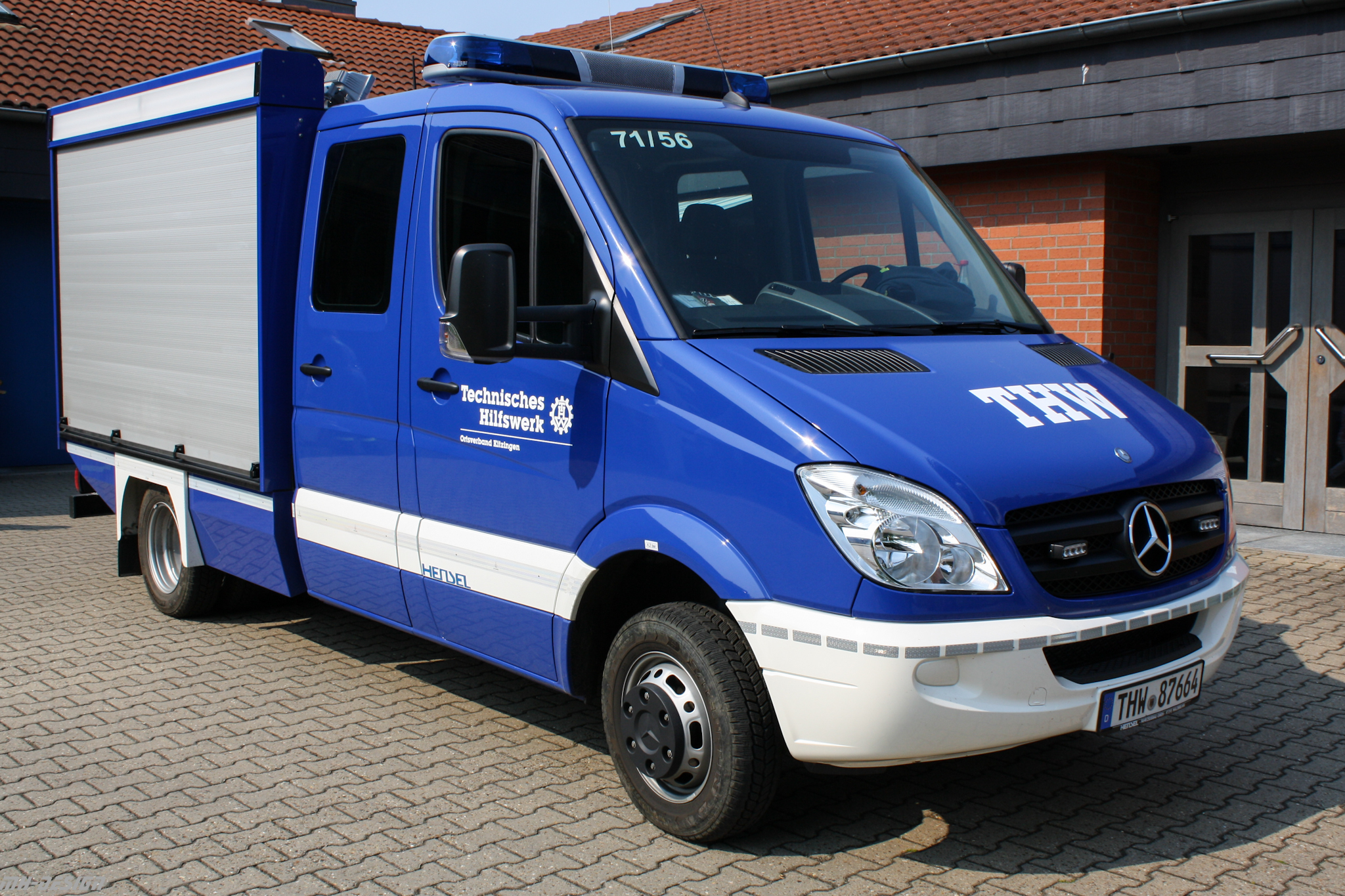
Einsatzfahrzeug (Heros Kitzingen 71/56)

Technische Hilfe auf Verkehrswegen (THV) wird zu Zeiten hohen Verkehrsaufkommens (Ferienbeginn/ende, lange Wochenenden, Feiertage) in einigen Bundesländern wie z. B. Baden-Württemberg, Bayern oder Sachsen durch Ortsverbände des Technischen Hilfswerkes (THW)  auf den Autobahnen geleistet. Die Technische Hilfeleistung erfolgt aufgrund von Anforderungen durch Autobahnmeistereien oder Autobahnpolizeidienststellen. Die eingesetzten Helfer werden besonders für die Aufgaben auf hochfrequentierten Fahrbahnen geschult.

## Einsatzmittel
Für den THV-Dienst werden speziell für diese Aufgabe zusätzlich ausgestattete Einsatzfahrzeuge genutzt. Außer mit hydraulischem Rettungsgerät (Spreizer/Schere) sind die Fahrzeuge mit Zubehör in größerem Umfang zur Verkehrssicherung (Pylonen, Blitzer, Schilder, Verkehrsleitanlagen an Fahrzeugen) sowie mit Sanitätstaschen, Ölbindemittel, Werkzeuge, Besen und Schaufeln usw. ausgerüstet. Außerdem kommen Notebooks mit aktueller Gefahrgutsoftware und Rettungsleitfäden der PKW-Hersteller zum Einsatz.

## Einsatzaufgaben
Folgende 4 Grundaufgaben sind dabei durch das THW zu erfüllen:

### Maßnahmen zur Wiederherstellung des Verkehrsflusses, Beseitigung von Verkehrsstörungen
- Beseitigung von Verkehrshindernissen und Fahrzeugbergung
- Behebung geringfügiger Pannen an Kfz
- Räumen der Verkehrsfläche von Unfalltrümmern und Fegen der Fahrbahn
- Mitwirkung an Ölschadenbekämpfungsmaßnahmen
- Frei- bzw. Abschleppen liegen gebliebener Kfz, insbesondere LKW,  bei winterlichen Witterungseinbrüchen

### Maßnahmen zur Vermeidung von Folgeschäden aufgrund von Unfällen u.a. Verkehrsstörungen
- Stauwarnung und Stauabsicherung
- Fahrbahnsperrungen und Verkehrslenkung auf Weisung der Polizei
- Ausleuchten von Unfall- oder Gefahrenstellen
- Allgemeine Sicherungs- und Ordnungsdienste im Auftrag der zuständigen Stellen
- Lotsung von Räum- und Streudiensten
- Unterstützung von Polizei und Staatsanwaltschaft bei Aufklärungsmaßnahmen
- Versorgungsmaßnahmen für Verkehrsteilnehmer bei langen Stauzeiten, insbesondere bei extremer Witterung
- Beseitigung von Hindernissen auch abseits von Verkehrswegen (z. B. Sturm- und Schneebruch oder Bergung abseits gekommener Kfz)

### Rettung von Menschen und Tieren und Bergung von Sachwerten aus Gefahrenlagen im Straßenverkehr
- Retten von verletzten bzw. eingeschlossenen Personen aus Verkehrsmitteln
- Leistung Erster Hilfe
- Retten und Sicherstellen von Tieren
- Bergen, Sicherstellen und ggf. Abtransport von Sachwerten bzw. Gütern nach Anweisung
- Beseitigung bzw. Eindämmung akuter Gefahren
- Eilige Transporte zu und von Schadenstellen auch unter erschwerten Bedingungen
- Suche nach vermissten Personen (z. B. nach einer akuten Belastungsreaktion)

### Maßnahmen zur Unterstützung Dritter bei der Ausübung derer Aufgaben
- Bereitstellung von Hilfskräften mit technischer Ausstattung zur Unterstützung zuständiger Behörden und Organisationen
- Bereitstellung von Transportfahrzeugen und ggf. Zwischenlagerraum oder Unterkunft
- Versorgungsmaßnahmen/Logistikmaßnahmen für eingesetzte Kräfte, auch anderer Organisationen (Verpflegung, Betriebsstoff, Durchführung von Pflege und Wartung an eingesetzten Geräten und Fahrzeugen etc.)
- Stauabsicherung / Stauwarnung
- Bergen / Abtransport von Ladung
- Stellen von Lotsenfahrzeugen mit Blaulicht zur Begleitung von Winterdienstfahrzeugen der Straßenbauverwaltung